# Clientelisme al Kurdistan
El clientelisme al Kurdistan és el clientelisme i patronatge polític que pot existir en algunes tribus de Kurdistan. El concepte de patró entre els kurds incloïa poder per impartir justícia sobre els seus clients si li ho requerien. Hi ha constància que alguns líders tribals kurds i caps de ciutats (Aghas) van transmetre als seus descendents la importància de mantenir aquesta tradició donant suport als jueus.
En les societats kurdes existeix la relació clientela-patronatge. Segons Mordechai Zaken, el millor exemple es pot veure en les societats amb organització tribal. Els membres de cada tribu reben una protecció i tracte de preferència, per part dels caps de cada tribu, respecte dels membres d'altres tribus.
Zaken explica en el seu llibre com els caps de les societats tribals musulmanes van establir relacions de patronatge amb una clientela jueva, origen de la protecció actual cap als jueus. Aquells jueus, així com molts cristians assiris, oferien tota mena de regals i diners als líders tribals o s'oferien per ajudar-los en algun treball temporal en temps de necessitat i a canvi aconseguien protecció per als seus negocis, transaccions agrícoles o protecció durant els viatges a través dels seus territoris.
De vegades el patronatge era nominal, de manera que calia esmentar el nom del cap de tribu que garantia el patronatge, el qual només durava en vida d'aquell cap tribal. En altres moments, no gaire sovint, el patronatge era físic, és a dir que el cap de la tribu garantia una escorta personal que acompanyava els clients durant el viatge.